# Пія Ґрайтен
Пія Ґрайтен (18 лютого 1997 , Остеркаппельн ) — німецька веслувальниця, бронзова призерка Олімпійських ігор 2024 року, призерка чемпіонату Європи.

## Виступи на Олімпіадах
| Олімпіада  | Дисципліна     | Місце |
| ---------- | -------------- | ----- |
| Париж 2024 | парні четвірки | 3     |

## Зовнішні посилання
- Пія Ґрайтен на сайті World Rowing (англійська)